# Eurosonic Noorderslag

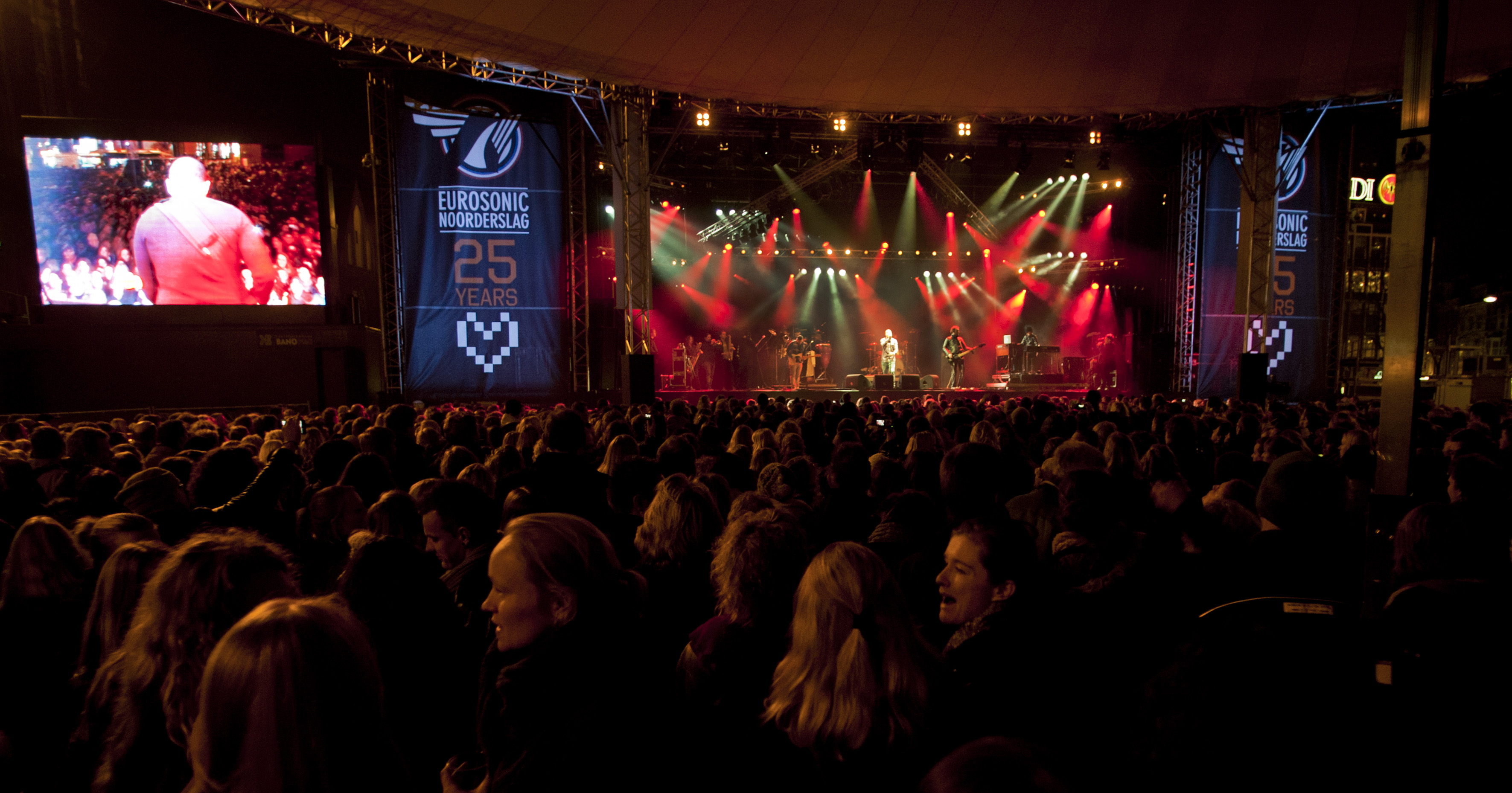
Eurosonic

Das Eurosonic Noorderslag ist ein genreübergreifendes Musikfestival in der niederländischen Stadt Groningen und findet jährlich im Januar statt.
Das Festival wurde 1986 als eintägiges Event gegründet. 1990 kamen Konferenzen und Seminare der Musikindustrie als Begleitprogramm hinzu. Das Programm wurde auf mehrere Tage ausgedehnt. Die ersten drei Tage spielen Musik-Acts aus ganz Europa in diversen Locations als Eurosonic-Festival, eine Nation steht dabei jeweils gesondert im Focus. Der vierte Tag bleibt niederländischen Künstlern vorbehalten, die sich beim Festival Noorderslag vorstellen. Beim Konferenzprogramm werden unter anderem die EBBA Awards verliehen.
2015 gab es über 40.000 Besucher bei 345 Musikauftritten auf 42 Bühnen.